# R–18 Kánya
Az R–18 Kánya Rubik Ernő által tervezett felsőszárnyas, kétszemélyes vontató és futárrepülőgép.

## Története
. A1943-ban merült fel egy könnyű motoros futár- és vontató repülőgép gyártásának az ötlete. Rubik még 1944-ben elkezdte a gép tervezését, és több részegységet is elkészítettek. A konstrukcióhoz a kiváló rövid fel- és leszállási tulajdonságokkal rendelkező német Fi 156 Storch futárrepülőgép szolgált alapul. A háborús események miatt azonban a gép építése félbemaradt. A munkálatok 1946-ban folytatódtak. Az első prototípus 1948-ban készült el. Ebbe a gépbe egyéb lehetőség hiányában egy 130 LE teljesítményű Walter Major I motort építettek, mely kéttollú fa légcsavart hajtott. A Kánya névre keresztelt gépet kezdetben a légierő használta 1-002 oldalszámmal, majd 1949-ben átadták a sportrepülésnek, ahol vontatógépként HA-RUA lajstromjellel üzemelt. Az első prototípus egy vontatási feladat során megsérült, ezért selejtezni kellett. A gép Dunakeszire került, ahol tantermi bemutató eszközként használták.
A második világháború alatt részben megépített gépeket nem számítva  kilenc példányt építettek belőle az esztergomi Sportárutermelő Nemzeti Vállalatnál. Többféle motorral készült. Az első két példányba még a 97 kW-os (130 LE) csehszlovák Walter Major I hathengeres soros benzinmotort építették. Ezt a változatot R–18A-nak is jelölik, a többire pedig az R–18B típusjelet használják.  A gépek többségében 119 kW-os (160 LE-s) hathengeres Walter Minor 6–III motort építettek. A soros motor hűtése azonban elégtelen volt és a motorok gyakran túlmelegedtek, emiatt leálltak. Ezért az MHS 1956-ban úgy döntött, hogy a soros motorok helyett az akkor kivont UT–2 iskolagépekből megmaradt M–11D csillagmotorokat építik a Kányákba.
A gép rövid fel- és leszállási tulajdonságokkal rendelkezik. Ennek érdekében a merevített felső szárnyak orrsegédszárnnyal és réselt fékszárnyakkal vannak ellátva. A gép sárkányszerkezete vegyes építésű. A törzs középső része acélcsövekből hegesztett rácsszerkezet, a törzs hátsó része és a vezérsíkok fából készültek. Futóműve hagyományos, hárompontos.
Az elkészült gépeket a sportrepülőklubok az 1950-es évektől használták vitorlázó repülőgépek vontatására .
A HA-RUG lajstromjelű példánya napjainkban a Közlekedési Múzeum Repüléstörténeti Kiállításának gyűjteményében található. (A repüléstörténet kiállítást 2015-ben bezárták és az épületét később lebontották, a HA-RUG azóta nem látható kiállítva.) Az 1953-ban gyártott HA-RUF lajstromjelű példányt pedig a Goldtimer Alapítvány felújította és 2012-re repülőképes állapotba hozta. Utóbbi gép a budaörsi repülőtéren állomásozik. A gép M–11RF csillagmotorját a szolnoki repülőmúzeum biztosította (a képében eredetileg M–11D változatú motor volt). A felújított gép 2012. október 1-jén repült először.
Az 1960-as évek közepén Rubik Ernő továbbfejlesztette az R–18 Kányát és áttervezte fémépítésűre. A tervek szerint már többcélúnak szánt R–28 Fém-Kánya típusjelzésű repülőgép teljesen fémépítésű félhéjszerkezet lett volna. A gép gyártását ugyan elkezdték a MALÉV ferihegyi javító bázisán, de végül egy példány sem készült el.

## Műszaki adatok
- Fesztávolság: 11,6 m
- Hossz: 8,3 m
- Magasság: 2,08 m
- Szárnyfelület: 14,37 m²
- Üres tömeg: 505 kg
- Maximális sebesség: 106 km/h
- Leszálló sebesség: 75 km/h

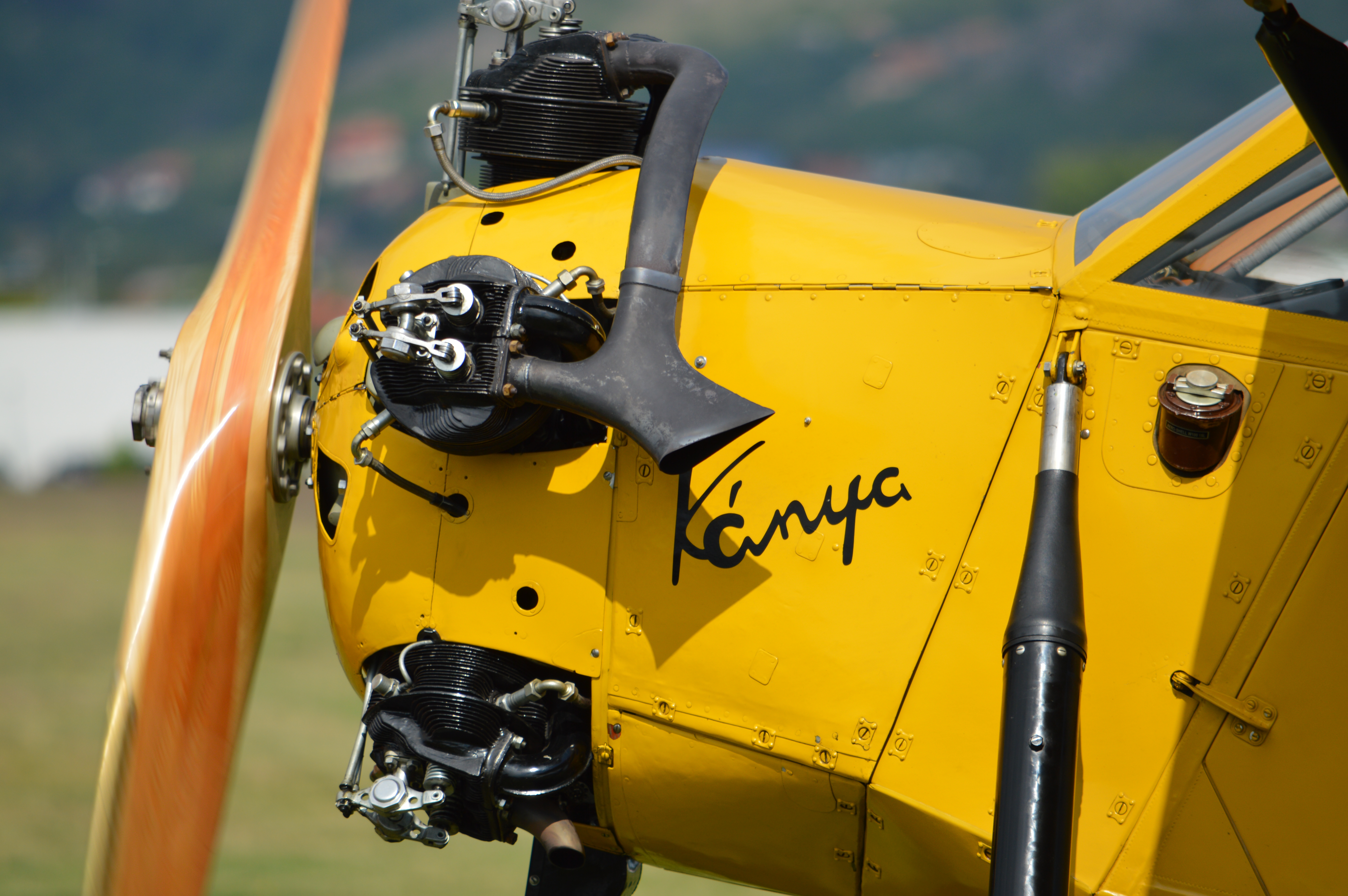
Az R–18c orr része a beépített M–11RF csillagmotorral

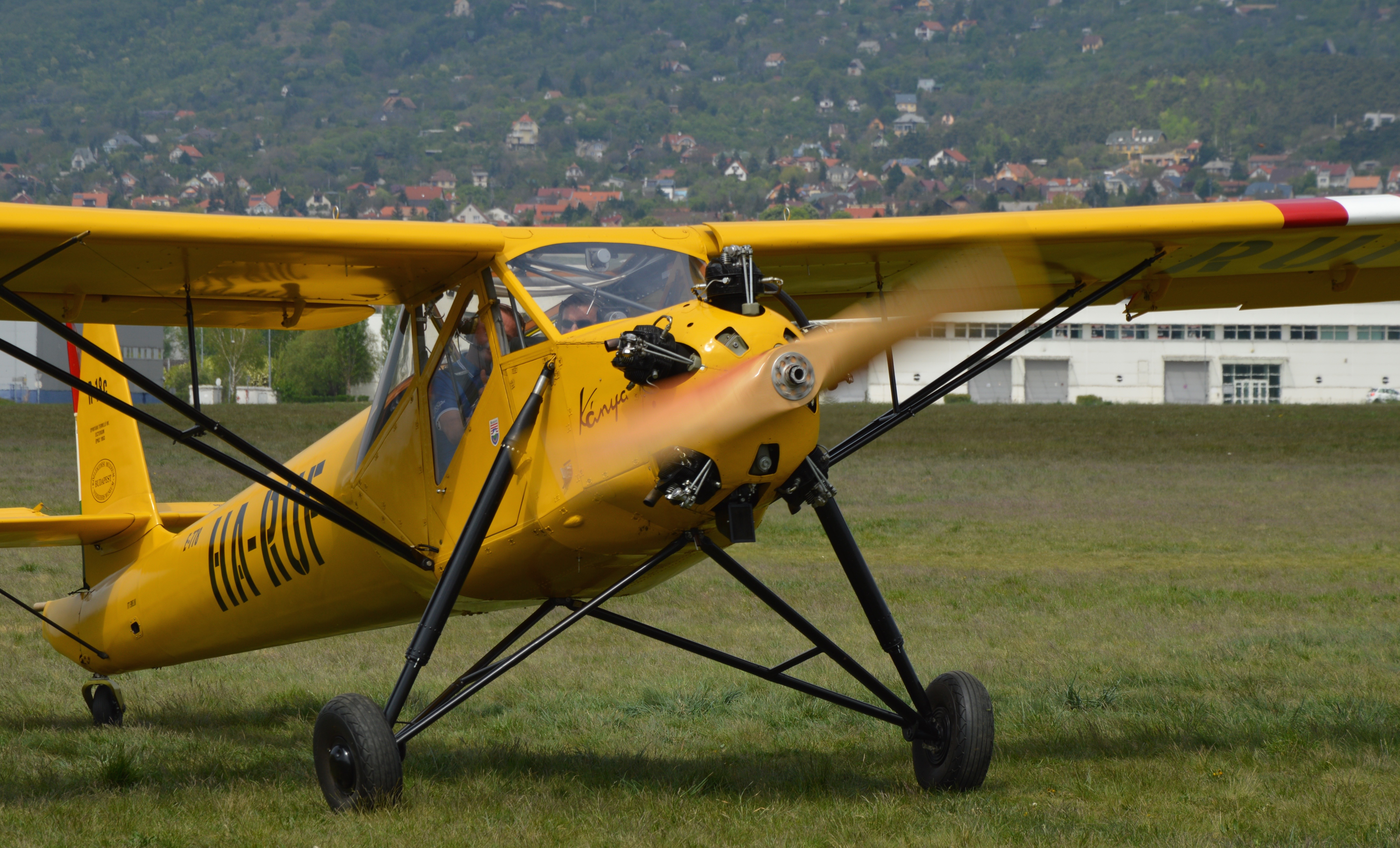
Az R–18c Kánya gurulás közben

- Motor: Walter Minor 6–III hathengeres léghűtéses, soros elrendezésű benzinmotor
- Maximális motorteljesítmény: 119 kW (160 LE)
- Hatótáv: kb. 600 km